# 京極政経
京極 政経（きょうごく まさつね）は、室町時代後期から戦国時代前期の武将、守護大名。室町幕府相伴衆、近江・出雲・隠岐・飛騨4ヶ国の守護。京極持清の3男。勝秀、政光は兄、高清は甥（弟とも）。姉妹に畠山政長室。子に経秀（材宗）。官位は従五位下大膳大夫。
次兄・政光と同様、室町幕府第8代将軍足利義政より偏諱の授与を受け、政経と名乗る。また、別名に政高（まさたか）。

## 生涯
応仁元年（1467年）に応仁の乱が起こると、父は細川勝元の率いる東軍に属して京都で戦い、翌年からは西軍に属した六角高頼と近江で戦うが、高頼との戦いの中文明2年（1470年）に病死する。長兄の勝秀は既に亡くなっており、甥で勝秀の嫡子と考えられている孫童子丸が家督を継ぐが、文明3年（1471年）に死去、跡目を巡って次兄の政光及び勝秀の子とも弟ともされる高清と家臣の多賀清直・宗直父子との間で争った（京極騒乱）。家臣の多賀高忠・六角政堯らの働きで一時は近江を制圧したが、文明3年に政堯が敗死、文明4年（1472年）9月に高頼及び美濃守護代格斎藤妙椿の援軍と合流した高清派に大敗、高忠と共に越前に逃れた。
文明5年（1473年）に出雲・隠岐・飛騨・近江守護職に任じられるが、高清との争いは継続しており、文明7年（1475年）10月には幕命を受け、高忠と延暦寺の僧兵・小笠原家長と共に観音寺城下で高清・多賀清直父子・六角高頼と戦い大勝するが、11月になると西軍に属した土岐成頼、斎藤妙椿らの軍が高清軍へと加わり、最後は敗れる。文明9年（1477年）に応仁の乱が終わると、翌年には近江守護を解かれ、六角高頼が再び任命された。
文明14年（1482年）に室町幕府から出雲と隠岐において父の代から免除されていた税を要求されるが、守護代の尼子経久がこれに従わず、政経は翌々年に幕命を得て出雲の豪族に経久を追放させ、塩冶掃部介を新たな守護代として月山富田城に派遣する。しかし、文明18年（1486年）に月山富田城は経久の奇襲により奪い返されてしまったとされる。ただし、経久の行動は政経の方針に則したものとする見方もあり（そもそも税の免除は出雲大社の修繕と祭祀のために京極氏側が幕府に要求していたもので一定の正当性があった）、この事件の実像については不明点も多い。同年7月に息子の材宗と共に出雲から上洛、このとき多賀宗直が政経と結んで高清に反乱を起こすも、翌長享元年（1487年）5月にこれを討ちとった。
長享2年（1488年）8月に近江松尾（伊香郡）で高清と衝突、敗れて家臣の多賀経家と共に伊勢梅津へ逃れたが、翌延徳元年（1489年）に近江国人衆の協力を得て高清を追放、延徳2年（1490年）に幕府から京極氏当主と近江守護に補任されるが、2年後の明応元年（1492年）12月に10代将軍足利義稙に家督を取り上げられ、高清に与えられる。理由は政経が配下の国人衆の寺社領横領を止められなかった事が義稙の怒りを買ったためと見られる。さらに翌年の明応の政変で立場が逆転して政経が復帰、没落した高清は舅の斎藤妙純の支援で北近江に進出、政経はかつての敵・六角高頼と結んで内乱を再開する。
しかし、美濃の内乱（船田合戦）を制した斎藤妙純が近江に出兵、政経は敗れて出雲へ下向した。材宗は近江に残って高清への抗戦を続けるも永正2年（1505年）に和睦、永正4年（1507年）に高清に討ち取られ、北近江は高清、南近江は高頼が領有することになった。
一方、政経が義材から家督を取り上げられた際に出雲守護職も没収された形跡があり、庶流で奉公衆を務める宍道氏がその職務を行っている。しかし、明応9年（1500年）頃には出雲守護職として復権しており、同じ頃に尼子経久も守護代に復権している。このことから、通説ではこの頃に経久と和解したとされているが、文明14年に政経と経久は対立しておらずそれ以降も協調した行動をしていたために経久が守護代として再任されたとする見方もある。
没年に2つの説があり、佐々木文書では永正5年（1508年）10月25日に孫の吉童子丸（材宗の子）へと家督を譲り、出雲安国寺で56歳で亡くなったとされているが、西讃府史では文亀2年（1502年）10月23日に50歳で亡くなったとされている。晩年は出雲に在ったとされ、尼子経久に吉童子丸の身を託したとされる。京極氏代々の事跡を集めた佐々木文書はここで尼子氏の手に移ったとされる。
吉童子丸のその後の行方は分かっておらず、出雲は戦国大名となる経久の領国となる。

## 偏諱を与えた人物
- 京極経秀（嫡男、のち材宗に改名）
- 尼子経久（守護代、京極氏一門）
- 尼子政久（経久の嫡男）
- 多賀経家（家臣）

## 参考史料
- 佐々木文書
- 官知論
- 蔭涼軒日録
- 西讃府史
- 今谷明・藤枝文忠編『室町幕府守護職家事典（上）』新人物往来社、1988年。
- 宮島敬一『人物叢書 浅井氏三代』吉川弘文館、2008年。